# Lista över fornlämningar i Säffle kommun (Långserud)
Lista över fornlämningar i Säffle kommun (Långserud) är en förteckning av ett urval av de fornlämningar som finns i Långserud i Säffle kommun.
| Namn                                     | Lämningstyp      | Tillkomsttid | Historisk indelning | Plats | Läge                 | ID-nr          | Bild                                 |
| ---------------------------------------- | ---------------- | ------------ | ------------------- | ----- | -------------------- | -------------- | ------------------------------------ |
| Långserud 4:1                            | Röse             |              | Långserud, Värmland |       | 59.259116, 12.640717 | 10216200040001 | Ladda upp en bild av detta fornminne |
| Långserud 5:1                            | Stensättning     |              | Långserud, Värmland |       | 59.258155, 12.643458 | 10216200050001 | Ladda upp en bild av detta fornminne |
| Långserud 5:2                            | Stensättning     |              | Långserud, Värmland |       | 59.258474, 12.644009 | 10216200050002 | Ladda upp en bild av detta fornminne |
| Långserud 6:1                            | Stensättning     |              | Långserud, Värmland |       | 59.259055, 12.645380 | 10216200060001 | Ladda upp en bild av detta fornminne |
| Lönnskogs kapell (Långserud 7:2)         | Kyrka/kapell     |              | Långserud, Värmland |       | 59.350553, 12.532797 | 10216200070002 | Ladda upp en bild av detta fornminne |
| Långserud 7:3                            | Begravningsplats |              | Långserud, Värmland |       | 59.350489, 12.532755 | 10216200070003 | Ladda upp en bild av detta fornminne |
| Långserud 11:1                           | Stensättning     |              | Långserud, Värmland |       | 59.298294, 12.669931 | 10216200110001 | Ladda upp en bild av detta fornminne |
| Långserud 19:1                           | Kyrka/kapell     |              | Långserud, Värmland |       | 59.261366, 12.550131 | 10216200190001 | Ladda upp en bild av detta fornminne |
| Långserud 19:2                           | Begravningsplats |              | Långserud, Värmland |       | 59.261318, 12.550516 | 10216200190002 | Ladda upp en bild av detta fornminne |
| Långserud 25:1                           | Röse             |              | Långserud, Värmland |       | 59.260606, 12.555271 | 10216200250001 | Ladda upp en bild av detta fornminne |
| (Berget kallas) Ulväsen (Långserud 33:1) | Fornborg         |              | Långserud, Värmland |       | 59.297269, 12.717448 | 10216200330001 | Ladda upp en bild av detta fornminne |
| Långserud 38:1                           | Stensättning     |              | Långserud, Värmland |       | 59.312164, 12.695928 | 10216200380001 | Ladda upp en bild av detta fornminne |
| Långserud 38:2                           | Stensättning     |              | Långserud, Värmland |       | 59.311980, 12.695892 | 10216200380002 | Ladda upp en bild av detta fornminne |
| Långserud 38:3                           | Stensättning     |              | Långserud, Värmland |       | 59.311998, 12.695571 | 10216200380003 | Ladda upp en bild av detta fornminne |
| Långserud 101:1                          | Stensättning     |              | Långserud, Värmland |       | 59.262741, 12.639693 | 10216201010001 | Ladda upp en bild av detta fornminne |
| Långserud 101:4                          | Stensättning     |              | Långserud, Värmland |       | 59.262750, 12.639311 | 10216201010004 | Ladda upp en bild av detta fornminne |
| Långserud 144:1                          | Stensättning     |              | Långserud, Värmland |       | 59.299403, 12.671254 | 10216201440001 | Ladda upp en bild av detta fornminne |
| Långserud 176:1                          | Stensättning     |              | Långserud, Värmland |       | 59.255344, 12.676955 | 10216201760001 | Ladda upp en bild av detta fornminne |